# N-Methyl-o-toluidin
N-Methyl-o-toluidin ist eine chemische Verbindung aus der Gruppe der aromatischen Amine.

## Gewinnung und Darstellung
N-Methyl-o-toluidin kann durch Reaktion von o-Toluidin mit Benzotriazol und Formaldehyd und anschließender Reaktion des entstehenden Zwischenproduktes mit Natriumborhydrid in Tetrahydrofuran gewonnen werden.

## Eigenschaften
N-Methyl-o-toluidin ist ein hellgelbe bis braune Flüssigkeit, die sehr schwer löslich in Wasser ist.

## Verwendung
N-Methyl-o-toluidin wird für Palladium-katalysierte Kupplungsreaktionen und Aminierungen von Bromindazolen verwendet.

## Sicherheitshinweise
Die Dämpfe von N-Methyl-o-toluidin können mit Luft ein explosionsfähiges Gemisch (Flammpunkt 93 °C) bilden.